# Dorcadion pasquieri
Dorcadion pasquieri är en skalbaggsart som beskrevs av Stefan von Breuning 1975. Dorcadion pasquieri ingår i släktet Dorcadion och familjen långhorningar.
Artens utbredningsområde är Iran. Inga underarter finns listade i Catalogue of Life.